# Placochela araliae
Placochela araliae är en tvåvingeart som beskrevs av Kritskaya och Mamaeva 1981. Placochela araliae ingår i släktet Placochela och familjen gallmyggor. Inga underarter finns listade i Catalogue of Life.